# جمعية ركوب الخيل لذوي الإعاقة
جمعية ركوب الخيل للمعاقين (RDA) هي جمعية خيرية مقرها المملكة المتحدة تأسست عام 1969 وتركز على توفير دروس ركوب الخيل العلاجية والقفز على الخيل وقيادة العربات للأشخاص ذوي الإعاقات التنموية والجسدية بالإضافة إلى السعي إلى تحسين حياة أولئك الذين يعانون من صعوبات الصحة العقلية. تشغل الأميرة آن منصب رئيسة المنظمة منذ عام 1985.
إن جمعية ركوب الخيل لذوي الإعاقة عبارة عن اتحاد يضم حوالي 500 مجموعة مستقلة ويخدم أكثر من 26500 شخص بالغ وطفل كل عام وهو أحد الأعضاء الستة عشر الذين يشكلون الاتحاد البريطاني للفروسية.
منذ عام 2013، قامت جمعية ركوب الخيل لذوي الإعاقة بالشراكة مع الفروسية البريطانية باعتماد مدارس ركوب الخيل التجارية بعلامة إمكانية الوصول.

## تاريخ

### بدايات ركوب الخيل العلاجي
تم العثور على أول ذكر معروف لفوائد ركوب الخيل للأشخاص ذوي الإعاقة في الأدب اليوناني عام 600 قبل الميلاد. تم العثور على أول دراسة تُنسب قيمة العلاج بمساعدة الخيول في عام 1895 بواسطة الطبيب الفرنسي كاساين الذي خلص إلى أن العلاج بالخيول ساعد في علاج بعض الاضطرابات العصبية.

### تأسيس جمعية ركوب الخيل لذوي الإعاقة
في القرن العشرين، أصبحت ركوب الخيل العلاجي أو العلاج بمساعدة الخيول شائعًا في جميع أنحاء أوروبا بعد أن فازت الدنماركية ليز هارتل، على الرغم من إصابتها بالشلل من الركبتين إلى أسفل بسبب شلل الأطفال، بالميدالية الفضية في مسابقة الفروسية الفردية في دورة الألعاب الأولمبية الصيفية عام 1952.
ألهم نجاحها إنشاء منظمات ركوب الخيل العلاجية في جميع أنحاء أوروبا، وبحلول عام 1964، تم تشكيل منظمة فضفاضة تسمى المجلس الاستشاري لركوب الخيل للمعاقين لتنسيق هذه المجموعات.
بحلول عام 1966، كان هناك 23 من هذه الجمعيات موجودة في المملكة المتحدة، وبحلول عام 1969 تم تنظيمها رسميًا في جمعية ركوب الخيل للمعاقين مع لافينيا فيتزالان هوارد، دوقة نورفولك كأول رئيسة لها. في عام 1985 أصبحت الأميرة آن رئيسة لجمعية جمعية ركوب الخيل لذوي الإعاقة، وهو المنصب الذي لا تزال تشغله حتى الآن.
في عام 2019، احتفلت جمعية ركوب الخيل لذوي الإعاقة بالذكرى الخمسين لتأسيسها.

## بطولة ركوب الخيل الوطنية لذوي الاحتياجات الخاصة
منذ عام 1985، تؤدي التصفيات الإقليمية إلى بطولة ركوب الخيل الوطنية للمعاقين والتي تقام كل عام في جامعة هارتبوري وكلية هارتبوري في غلوستر. تتضمن الفعاليات فصولًا لركوب الخيل وغير ركوبها، بما في ذلك رياضة الترويض، وقيادة العربات، وتحدي الريف، والقفز على الحواجز، والقفز على الحواجز، والاستعراض.

## المعالم البارزة
| سنة  | منعطف                                                                                       |
| ---- | ------------------------------------------------------------------------------------------- |
| 1969 | تم إنشاء جمعية ركوب الخيل لذوي الإعاقة رسميًا.                                               |
| 1971 | الأميرة آن تصبح راعية لـ جمعية ركوب الخيل لذوي الإعاقة.                                     |
| 1975 | تصبح قيادة العربة نشاطًا من أنشطة جمعية ركوب الخيل لذوي الإعاقة.                             |
| 1985 | أقيمت أول بطولة وطنية لرياضة الفروسية جمعية ركوب الخيل لذوي الإعاقة.                        |
| 1985 | الأميرة آن تصبح رئيسة جمعية ركوب الخيل لذوي الإعاقة.                                        |
| 1996 | تم تضمين رياضة الفروسية البارالمبية في الألعاب الأولمبية.                                   |
| 2010 | تم تضمين رياضة القفز على الحواجز كأحد الأنشطة.                                              |
| 2013 | تمت إضافة القدرة على التحمل كنشاط.                                                          |
| 2013 | إنشاء اعتماد علامة إمكانية الوصول للإسطبلات التجارية.                                       |
| 2014 | تظهر جمعية ركوب الخيل لذوي الإعاقة على مجموعة من طوابع البريد الملكي تسمى "الخيول العاملة". |
| 2019 | تحتفل جمعية ركوب الخيل لذوي الإعاقة بالذكرى الخمسين لتأسيسها.                               |
| 2022 | تم إطلاق سجل التفاعل البشري مع الخيول (HEIR) كجزء من مجموعة أوسع.                           |

## نجاحات ملحوظة
في دورة الألعاب البارالمبية في لندن 2012 وريو 2016 وطوكيو 2020، بدأ جميع راكبي فريق بريطانيا العظمى البارالمبي مع جمعية ركوب الخيل لذوي الإعاقة. تكون الفريق من ناتاشا بيكر الحاصلة على وسام الإمبراطورية البريطانية، وصوفي كريستيانسن، والسير لي بيرسون وصوفي ويلز الحاصلة على وسام الإمبراطورية البريطانية. بالنسبة لألعاب طوكيو 2020، انضمت جورجيا ويلسون إلى الفريق بدلاً من صوفي كريستيانسن.

## روابط خارجية
- الموقع الرسمي
- دورة الألعاب البارالمبية البريطانية للفروسية
- قيادة الخيل البارالمبية البريطانية
- قفز الحواجز البارالمبية البريطاني